# طارق القزاز
طارق القزاز هو خبير الترفيه الرقمي المصري الذي هو أيضاً الرئيس التنفيذي ومؤسس شركة كيو سوفت القابضة، واحدة من شركات الإعلام الجديدة الرائدة في الشرق الأوسط. يشتهر بإنشاء وإنتاج البرنامج التلفزيوني "البرنامج" مع باسم يوسف، وهو أول برنامج سياسي هجومي في الشرق الأوسط.